# Pianese Nunzio, 14 anni a maggio
Pianese Nunzio, 14 anni a maggio è un film italiano del 1996 diretto da Antonio Capuano.
Tratta di un prete e della sua relazione sessuale con un ragazzo di strada napoletano, e dell'influenza sulla vita quotidiana del Sud da parte della camorra.

## Trama
Don Lorenzo Borrelli è un prete in un quartiere povero di Napoli, dove i delitti a sfondo camorristico sono all'ordine del giorno e la maggioranza della gente apprezza lo stile di vita del crimine organizzato come un modo per guadagnare rispetto. Don Borrelli fa del suo meglio per convincere gli adolescenti che la camorra è completamente opposta al cattolicesimo, ma comprende che niente cambierà finché i loro genitori accetteranno senza controbattere la supremazia della camorra.
La vita privata di don Borrelli è centrata sulla relazione con un chierichetto di 13 anni, Nunzio Pianese, che non solo è incredibilmente bello ma è anche un musicista di gran talento. Nunzio vorrebbe diventare un prete anche lui, dato che la vita semplice dei preti, senza preoccupazioni riguardo al futuro, lo attira.
I malavitosi credono che un'accusa di molestie sessuali a un minore sia un modo comodo per sbarazzarsi del rivoltoso don Lorenzo e cercano di convincere le autorità locali ad investigare. Nel frattempo, Nunzio inizia a domandarsi se dovrebbe arrendersi alle pressioni e denunciare don Lorenzo o far rimanere tutto così com'è.
Alla fine, Nunzio sembra arrendersi e accusa don Lorenzo di molestie, anche se una parte di lui sa benissimo che don Lorenzo è stata l'unica persona che si sia mai preoccupata del suo futuro, e che per lui provava amore vero.

## Riconoscimenti
- Ciak d'oro
  - 1997 - Miglior fotografia a Antonio Baldoni[1]

## Curiosità
Luigi Giuliano, boss dell'omonimo clan camorristico, querelò i produttori del film per avergli, a suo dire, rubato i versi e i diritti d'autore per la canzone Chille va pazze pe' tte, da lui co-firmata e inserita nella colonna sonora della pellicola.